# Cephalocereus totolapensis
Cephalocereus totolapensis ist eine Pflanzenart in der Gattung Cephalocereus aus der Familie der Kakteengewächse (Cactaceae). Das Artepitheton totolapensis verweist auf das Vorkommen der Art beim Totolapan am Isthmus von Tehuantepec im mexikanischen Bundesstaat Oaxaca.

## Beschreibung
Cephalocereus totolapensis wächst mit aufrechten, nicht verzweigten, grünen Trieben und erreicht bei einem Durchmesser von 12 bis 15 Zentimetern Wuchshöhen von 3 bis 8 Metern. Es sind bis 28 stumpfkantige Rippen vorhanden. Die 3 bis 6 weißen Mitteldornen haben eine dunklere Spitze und sind 5 bis 13 Millimeter lang. Die 10 bis 13 weißen Randdornen sind ebenfalls 5 bis 13 Millimeter lang. Das an der Triebspitze ausgebildete Pseudocephalium besteht aus langen, feinen, gelblichen, seidigen Haaren von bis zu 2,5 Zentimeter Länge, die häufig ballartig in Büscheln stehen sowie einigen borstenartigen, bis 3 Zentimeter langen Dornen. Es wird jährlich durchwachsen und bildet so eine Folge von Ringen.
Die röhren- bis trichterförmigen Blüten sind rosafarben mit einem gelblichen Hauch und haben eine Länge von bis 3,5 Zentimetern. Ihr Perikarpell und die Blütenröhre sind mit kleinen Schuppen und langen weißen Haaren besetzt. Die kugelförmigen Früchte sind mit Schuppen, weißer Wolle und kleinen Dornen besetzt. Sie erreichen Durchmesser von 2,5 bis 3 Zentimetern.

## Verbreitung, Systematik und Gefährdung
Cephalocereus totolapensis ist im Südosten des mexikanischen Bundesstaates Oaxaca verbreitet.
Die Erstbeschreibung als Neodawsonia totolapensis wurde 1959 durch Helia Bravo Hollis und Thomas Baillie MacDougall veröffentlicht. Franz Buxbaum stellte die Art 1965 in die Gattung Cephalocereus. Cephalocereus totolapensis ist möglicherweise ein Synonym zu Cephalocereus apicicephalium.
In der Roten Liste gefährdeter Arten der IUCN wird die Art als „Vulnerable (VU)“, d. h. als gefährdet geführt.

## Nachweise